# Social Quantum
Social Quantum — компания-разработчик игр для мобильных устройств, основанная в 2010 году. В 2015 году компания попала в рейтинг-20 самых дорогих компаний Рунета по версии журнала Forbes (11 место).
Наиболее успешный проект компании — градостроительный симулятор Megapolis, первоначально вышел в Одноклассниках (2010 год).
Некоторое время спустя, игра была портирована на мобильные устройства и вышла на iOS, Android, Windows Phone, Amazon, Samsung Galaxy Store, KAKAO. В 2013 году Megapolis попал в топ-10 игр по выручке (Android / iOS) в мире.
В 2017 году был запущен (на весь мир) ещё один free-to-play проект — симулятор фермы Wild West: New Frontier. Игра вышла на iOS, Android, Windows Phone, Samsung Galaxy Store.